# Мустафино (Туймазинський район)
Муста́фино (рос. Мустафино, башк. Мостафа) — присілок у складі Туймазинського району Башкортостану, Росія. Входить до складу Ніколаєвської сільської ради.
Населення — 73 особи (2010; 74 у 2002).
Національний склад:
- башкири — 70 %
- татари — 29 %